# Wilhelm Faupel
Wilhelm Faupel (Lindenbusch, 29. listopada 1873. -  Berlin, 1. svibnja 1945.) je bio njemački vojni zapovjednik i političar. Tijekom Prvog svjetskog rata bio je načelnik stožera 1. i 9. armije, te Armijskog odjela C na Zapadnom bojištu. Nakon rata bio je vojni savjetnik u Argentini i Peruu, te njemački veleposlanik u Španjolskoj. 

## Vojna karijera
Wilhelm Faupel rođen je 29. listopada 1873. u Lindenbuschu. U prusku vojsku stupio je u ožujku 1892. služeći u 5. topničkoj pukovniji. U ožujku 1893. unaprijeđen je u čin poručnika, dok od listopada 1899. služi u 41. topničkoj pukovniji. U navedenoj pukovniji služi do srpnja 1900. kada je upućen u Kinu u sklopu Njemačkog ekspedicijskog korpusa gdje sudjeluje u slamanju Bokserskog ustanka. Po povratku iz Kine ponovno je raspoređen na službu u 41. topničku pukovniju gdje služi do rujna 1904. kada je upućen u Njemačku Jugozapadnu Afriku gdje sudjeluje u gušenju ustanka Herera. U rujnu 1906. promaknut je u čin satnika, da bi u rujnu iduće 1907. godine bio raspoređen u stožer IV. korpusa sa sjedištem u Magdeburgu. U navedenom stožeru služi do ožujka 1910. kada postaje zapovjednik satnije u 73. topničkoj pukovniji. U veljači 1911. izlazi iz vojske, te odlazi kao vojni savjetnik u Argentinu gdje boravi tri godine. U Njemačku se vraća u siječnju 1914., te se reaktivira u vojsci služeći u Glavnom stožeru u Berlinu. Istodobno je promaknut u čin bojnika.

## Prvi svjetski rat
Na početku Prvog svjetskog rata Faupel postaje načelnikom stožera 25. pješačke divizije kojom je zapovijedao Viktor Kühne. S navedenom divizijom sudjeluje u Prvoj bitci na Marni. U studenom 1914. premješten je u stožer XVIII. korpusa gdje postaje načelnikom istog. Dužnost načelnika stožera XVIII. korpusa obnaša godinu dana do studenog 1915. kada je premješten na službu u Glavni stožer.
U studenom 1916. imenovan je načelnikom stožera III. korpusa koju dužnost obnaša do listopada 1917. kada postaje načelnikom stožera VIII. pričuvnog korpusa. U lipnju 1918. imenovan je načelnikom stožera 1. armije koju dužnost obnaša svega dva mjeseca s obzirom na to da u kolovozu postaje načelnikom stožera 9. armije. Niti na navedenoj dužnosti nije se dugo zadržao jer je već u rujnu imenovan načelnikom stožera Armijskog odjela C u kojem služi do kraja rata.

## Poslije rata
Nakon završetka rata Faupel ostaje u vojsci, te jedno vrijeme služi u Glavnom stožeru. U siječnju 1919. postaje zapovjednikom dobrovoljačkog korpusa Görlitz koji je dostigao snagu od 2.500 ljudi i kojim je suzbijao nemire u Görlitzu, Dresdenu i Magdeburgu. U ožujku 1921. Faupel se umirovljuje s činom general bojnika. Te iste godine ponovno po drugi puta odlazi u Argentinu  gdje kao vojni savjetnik boravi pet godina. Godine 1926. odlazi u Peru gdje mu je dodijeljen čin general poručnika peruanske vojske s kojim postaje glavnim inspektorom peruanskih oružanih snaga. Nakon državnog udara 1930. godine kojim je svrgnut predsjednik Augusto Leguia, vraća se u Njemačku gdje od 1934. obnaša dužnost predsjednika Iberijsko-američkog instituta.
U studenom 1936. Faupel je imenovan njemačkim predstavnikom pri Španjolskoj nacionalističkoj vladi, da bi u veljači 1937. postao njemačkim veleposlanikom u Španjolskoj. Navedenu funkciju morao je napustiti u kolovozu 1937. nakon što je došao u sukob s Hugom Sperrleom, zapovjednikom njemačke Legije Kondor.
Po povratku u Njemačku s 1. siječnjem 1938. godine se ponovno umirovljuje, te ponovno obnaša dužnost predsjednika Iberijsko-američkog instituta. Na 25-godišnjicu Bitke kod Tannenberga 27. rujna 1939. godine, dobiva počasni čin general poručnika. Tijekom Drugog svjetskog rata Faupel je u Argentini navodno sudjelovao i potpomagao vojni puč kojim je svrgnuta demokratska vlada.
Wilhelm Faupel je preminuo 1. svibnja 1945. u 72. godini života počinivši u Berlinu samoubojstvo pred nadirućom sovjetskom vojskom. Postoje i verzije da nije počinio samoubojstvo, već da je uspio pobjeći iz Berlina, te da je po završetku rata živio pod lažnim imenom u Hesseu.  

## Vanjske poveznice
(eng.) Wilhelm Faupel na stranici Prussianmachine.com

(njem.) Wilhelm Faupel na stranici Bundesarchiv.de